# Ншхарк
Ншхарк (вірм. Նշխարք) — село в марзі Гегаркунік, на сході Вірменії. Село розташоване за 16 км на південь від міста Мартуні, за 35 км на північ від міста Єхегнадзор на трасі Мартуні — Єхегнадзор. Село підпорядковується сільраді Геховіт.